# Santiago City
O Santiago City Futebol Clube ou apenas Santiago City é um clube de futebol do Chile, com sede em Las Condes, comuna da da região metroplitana de Santiago, capital do país.
O clube foi fundado em 25 de março de 2020 e manda seus jogos no Municipal de Las Condes, praça esportiva pertencente à Las Condes, com capacidade estimada para 500 espectadores.
Entre seus feitos estão os títulos da Terceira Divisão "B" de 2022 (nome da Série E do Chile), e da Terceira Divisão "A" de 2024 (nome da Série D chilena).
Compete desde 2025 na Segunda División Profesional (nome da Série C do Chile), a terceira e última divisão profissional do Campeonato Chileno.

## História
Fundado em 2020, o Santiago City ingressou no futebol chileno amador pela quinta divisão, a Tercera B. Desde o início, o então presidente do clube, Jorge Sotomayor, manifestou o desejo de levar a equipe à elite do futebol nacional. Logo em sua temporada inaugural, o Santiago City conquistou o título e garantiu o acesso. Na temporada seguinte, terminou em terceiro lugar na Tercera A, quarta divisão.
Em novembro de 2023, Sotomayor vendeu o clube para um advogado local. No entanto, já em dezembro do mesmo ano, a Associação Nacional de Futebol Amador do Chile (ANFA) aplicou uma suspensão de três anos ao Santiago City por descumprimento das exigências de acesso da imprensa e por tentativa de censurar a cobertura jornalística do clube — incluindo o episódio em que cabos elétricos utilizados pelos veículos de comunicação teriam sido cortados.
O clube recorreu da punição, mas o recurso inicial foi negado e o clube acabou excluído das competições da quarta divisão. Em janeiro de 2024, entretanto, uma nova apelação ao Conselho de Presidentes da ANFA foi bem-sucedida, e a suspensão acabou revogada.